# Campeonato Africano de Atletismo de 2012 - 800 m feminino
A prova dos 800 metros feminino do Campeonato Africano de Atletismo de 2012 foi disputada entre os dias 30 de junho e 1 de julho de 2012 no Estádio Charles de Gaulle em Porto Novo,  no Benim. 

## Recordes
Antes desta competição, os recordes mundiais e do campeonato nesta prova eram os seguintes:
|                       | Nome                  | Nacionalidade   | Tempo     | Local   | Data                 |
| --------------------- | --------------------- | --------------- | --------- | ------- | -------------------- |
| Recorde mundial       | Jarmila Kratochvílová | Tchecoslováquia | 1m 53s 28 | Munique | 26 de julho de 1983  |
| Recorde do campeonato | Maria Mutola          | Moçambique      | 1m 56s 36 | Durban  | 27 de junho de 1993  |
| Recorde africano      | Pamela Jelimo         | Quênia          | 1m 54s 01 | Zurique | 29 de agosto de 2008 |

## Medalhistas
| Ouro                     | Prata            | Bronze               |
| Francine Niyonsaba (BDI) | Eunice Sum (KEN) | Malika Akkaoui (MAR) |

## Cronograma
Todos os horários são locais (UTC+1).
| Data        | Hora  | Evento  |
| ----------- | ----- | ------- |
| 30 de junho | 14:40 | Bateria |
| 1 de julho  | 16:25 | Final   |

## Resultados

### Bateria
Qualificação: 3 atletas de cada bateria (Q) mais os 2 melhores qualificados (q).
| Posição | Bateria | Raia | Atleta             | Nacionalidade   | Tempo   | Notas            |
| ------- | ------- | ---- | ------------------ | --------------- | ------- | ---------------- |
| 1       | 2       | 7    | Francine Niyonsaba | Burundi         | 2:02.13 | Q,               |
| 2       | 2       | 2    | Eunice Sum         | Quênia          | 2:02.16 | Q                |
| 3       | 1       | 5    | Malika Akkaoui     | Marrocos        | 2:03.07 | Q                |
| 4       | 2       | 4    | Sylvia Chesebe     | Quênia          | 2:03.14 | Q                |
| 5       | 2       | 5    | Alem Gereziher     | Etiópia         | 2:03.16 | q                |
| 6       | 2       | 6    | Annet Negesa       | Uganda          | 2:03.74 | q                |
| 7       | 2       | 3    | Mantegbosch Melese | Etiópia         | 2:04.11 |                  |
| 8       | 1       | 2    | Sofiya Shensu      | Etiópia         | 2:04.28 | Q                |
| 9       | 1       | 7    | Jane Jelagat       | Quênia          | 2:04.34 | Q                |
| 10      | 1       | 4    | Mandie Brandt      | África do Sul   | 2:05.38 |                  |
| 11      | 1       | 3    | Noëllie Yarigo     | Benim           | 2:06.72 | Recorde nacional |
| 12      | 1       | 8    | Annabelle Lascar   | Ilhas Maurícias | 2:07.70 |                  |
| 13      | 2       | 8    | Fatimoh Muhammed   | Libéria         | 2:10.89 |                  |
| 99      | 1       | 6    | Aiche Bilal Fall   | Mauritânia      | DNS     |                  |
| 99      | 1       | 1    | Agnes Mansaray     | Serra Leoa      | DNS     |                  |

### Final
| Posição           | Raia | Atleta             | Nacionalidade | Tempo   | Notas            |
| ----------------- | ---- | ------------------ | ------------- | ------- | ---------------- |
| Medalha de ouro   | 8    | Francine Niyonsaba | Burundi       | 1:59.11 | Recorde nacional |
| Medalha de prata  | 3    | Eunice Sum         | Quênia        | 1:59.13 |                  |
| Medalha de bronze | 4    | Malika Akkaoui     | Marrocos      | 1:59.90 |                  |
| 4                 | 7    | Sylvia Chesebe     | Quênia        | 2:01.66 |                  |
| 5                 | 2    | Alem Gereziher     | Etiópia       | 2:02.68 |                  |
| 6                 | 6    | Annet Negesa       | Uganda        | 2:02.84 |                  |
| 7                 | 5    | Jane Jelagat       | Quênia        | 2:02.92 |                  |
| 8                 | 1    | Sofiya Shensu      | Etiópia       | 2:07.09 |                  |

Legenda
| Recorde mundial       | Recorde mundial (World record)               |                       | Recorde africano                      | Recorde africano (African) |                                           | Q | Classificado por posição (Qualified) |
| Recorde do campeonato | Recorde do campeonato (Championship record)  | Recorde da América    | Recorde da América (Americas)         | q                          | Classificado por melhor tempo (Qualified) |   |                                      |
| Melhor marca do ano   | Melhor marca do ano (World leading)          | Recorde asiático      | Recorde asiático (Asian)              | DNS                        | Não largou (Did not start)                |   |                                      |
| Recorde nacional      | Recorde nacional (National record)           | Recorde europeu       | Recorde europeu (European)            | DNF                        | Não terminou (Did not finish)             |   |                                      |
| Recorde pessoal       | Recorde pessoal do atleta (Personal best)    | Recorde da Oceania    | Recorde da Oceania (Oceania)          | DSQ / DQ                   | Desclassificado (Disqualified)            |   |                                      |
| Recorde da temporada  | Recorde da temporada do atleta (Season best) | Recorde sul-americano | Recorde sul-americano (South America) | NM                         | Sem marca (No mark)                       |   |                                      |